# Robert Sidney (2e comte de Leicester)
Robert Sidney, 2e comte de Leicester (1er décembre 1595 - 2 novembre 1677) est un diplomate et homme politique anglais qui siège à la Chambre des communes entre 1614 et 1625 et qui accède ensuite à la pairie sous le nom de comte de Leicester. 

## Biographie
Il est né à Castle Barnard, comté de Durham, fils de Robert Sidney (1er comte de Leicester) et de sa première femme, Barbara Gamage. Il fait ses études à Christ Church, Oxford. En 1610, il est créé chevalier du Bain lorsque le prince Henry est créé prince de Galles. Il est élu député de Wilton en 1614. 
Il sert dans l'armée aux Pays-Bas pendant le mandat de gouverneur de son père dans la province de Flessingue et est nommé commandant d'un régiment anglais dans le service néerlandais en 1616. En 1618, il devinet membre du Gray's Inn. Il est élu député de Kent en 1621. En 1624, il est élu député de Monmouthshire. Il est réélu député de Monmouthshire en 1625. En 1626, il succède à son père comme comte de Leicester. En 1631, il commence la construction de Leicester House, un immense manoir sur le site de l'actuel Leicester Square à Londres. En 1632, il travaille pour des missions diplomatiques au Danemark et poursuit ses travaux diplomatiques en France de 1636 à 1641. 
Lord Leicester est ensuite nommé Lord lieutenant d'Irlande à la place du comte de Strafford. Lorsque le poste de gouverneur de Dublin devient vacant, Leicester nomme George Monck. Cependant, Charles Ier annule la nomination en faveur de Lord Lambart. En 1643, il démissionne sans avoir mis les pieds en Irlande. 
Lord Leicester est décédé à Penshurst à l'âge de 81 ans. Il est "estimé pour son grand savoir, de l'observation et de la véracité". Il est un poète bien que ses poèmes n'aient pas été redécouverts avant 1973. Le cahier de sonnets est conservé à la bibliothèque britannique et "est le plus long manuscrit autographe subsistant de tout poète de la période élisabéthaine". Les poèmes ont été écrits vers 1597. Ben Jonson est un ami personnel et a écrit À Penshurst, célébrant la maison de la famille Sidney.

## Famille
Il épouse Dorothy Percy, fille de Henry Percy (9e comte de Northumberland). Ils ont douze enfants, dont: 
- Dorothy (1617-1683), épouse d'abord Henry Spencer (1er comte de Sunderland) (décédé en 1643), et ensuite Robert Smith ou Smythe.
- Philip Sidney (3e comte de Leicester) (1619-1697), le 3e comte, épouse Catherine Cecil, fille de William Cecil (2e comte de Salisbury).
- Henry Sydney (1er comte de Romney) (1641–1704), est décédé célibataire et sans descendance.
- Algernon Sydney (1622 / 3-1683) exécuté pour sa participation dans le Complot de Rye-House, décédé célibataire et sans descendance.
- Robert, est mort jeune.
- Lucy (décédée en 1685), épouse John Pelham (3e baronnet).

Philip et Algernon soutiennent la cause parlementaire dans la Première révolution anglaise.